# Hilaira asiatica
Hilaira asiatica là một loài nhện trong họ Linyphiidae.
Loài này thuộc chi Hilaira. Hilaira asiatica được Kirill Yuryevich Eskov miêu tả năm 1987.